# Duncan (Carolina del Norte)
Duncan es un área no incorporada ubicada del condado de Harnett en el estado estadounidense de Carolina del Norte. Duncan se utilizó como principal fuente de inspiración para la ciudad ficticia de Missing Mile, Carolina del Norte en  Poppy Z. Brites la novela Drawing Blood.